# Li Bun-hui
Li Bun-hui, född 29 december 1968, är en nordkoreansk före detta bordtennisspelare som tog individuellt OS-brons i Barcelona år 1992. I samma mästerskap lyckades hon ta brons även i dubbelklassen tillsammans med Yu Sun-bok. Hon tog också en rad VM-medaljer, bland annat var hon med i det förenade koreanska laget som vann guld i lagtävlingen i VM 1991. Hon är gift med den nordkoreanske bordtennisspelaren Kim Song-hui och har en son.